# Les Passementeries de l'Île-de-France
 (août 2019).
Si vous disposez d'ouvrages ou d'articles de référence ou si vous connaissez des sites web de qualité traitant du thème abordé ici, merci de compléter l'article en donnant les références utiles à sa vérifiabilité et en les liant à la section « Notes et références ».
Les Passementeries de l'Île-de-France est une société française spécialisée dans la conception et la fabrication de glands traditionnels français. En 2019, il est resté le seul fabricant français dont la main-d'œuvre et les matériaux proviennent entièrement de l'État français, sans production étrangère et avec des travailleurs exclusivement locaux. Il est situé juste au nord de la ville de Paris à Belloy-en-France.
La société est dirigée par Jean Oberti, également, Directeur Général de la société Doudoux et Oberti à Belloy en France.